# Euphorbia cedrorum
Euphorbia cedrorum är en törelväxtart som beskrevs av Werner Rauh och Hebding. Euphorbia cedrorum ingår i släktet törlar, och familjen törelväxter. IUCN kategoriserar arten globalt som sårbar. Inga underarter finns listade i Catalogue of Life.

## Bildgalleri

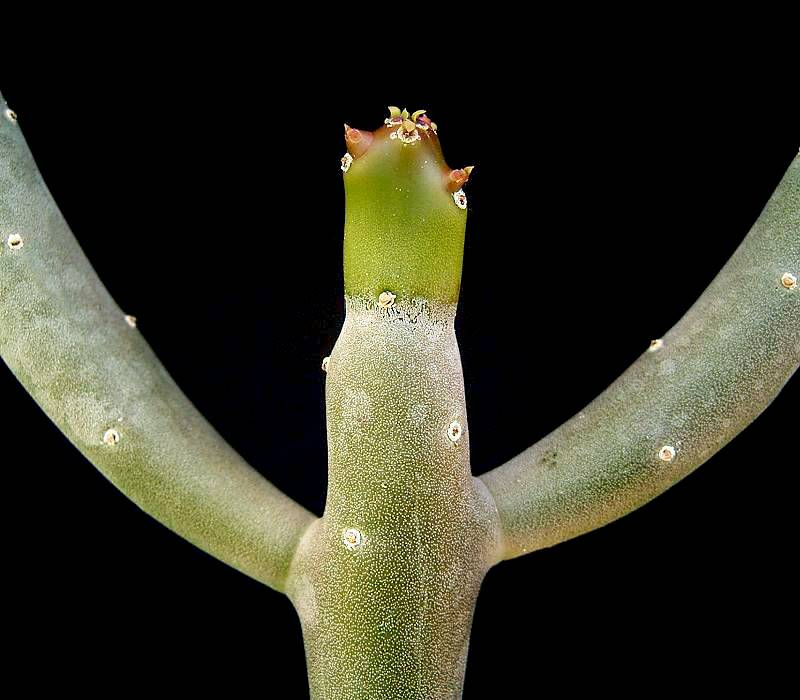
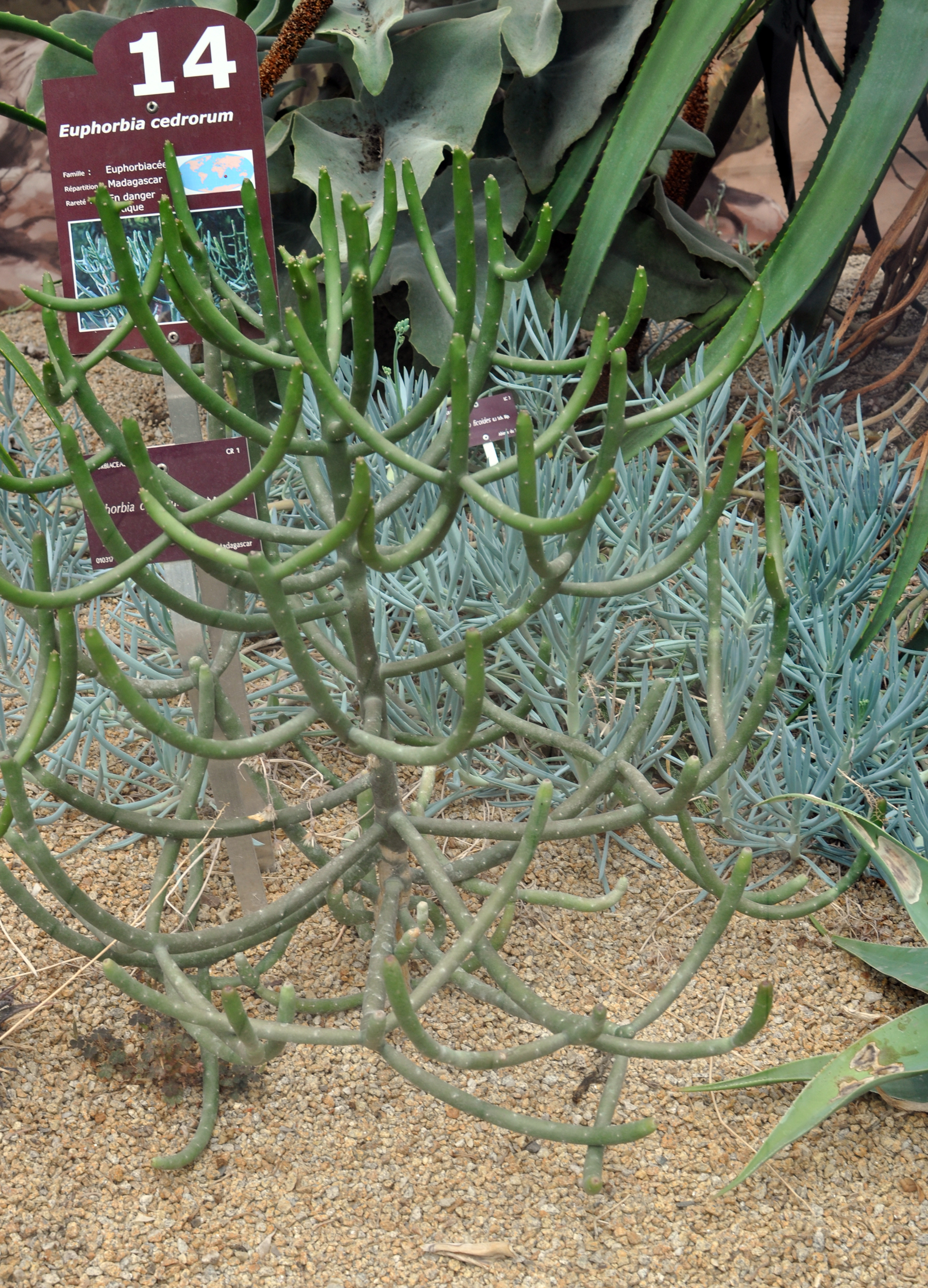